# HangarBicocca
HangarBicocca, aussi appelé Pirelli HangarBicocca, est un lieu d'exposition d'art contemporain situé dans le district milanais de Bicocca à Milan, en Italie.
Les bâtiments utilisés étaient auparavant une usine Pirelli. Elle a été reconvertie en 10 900 mètres carrés de galeries d'exposition.
Depuis sa création en 2012, plusieurs artistes ont exposé tels que Marina Abramovic, Alfredo Jaar, Lucio Fontana et Apichatpong Weerasethakul. Le site comporte également une installation permanente d'Anselm Kiefer et une Fausto Melotti.